# Lmechrek
Lmechrek (franska: Lmechrek (CR), Lmechrek (Commune Rurale), arabiska: لعطاطرة) är en kommun i Marocko.   Den ligger i provinsen Sidi Bennour och regionen Casablanca-Settat, 210 km sydväst om huvudstaden Rabat. Antalet invånare är 14 843.